# Thanatus roseofemoralis
Thanatus roseofemoralis là một loài nhện trong họ Philodromidae.
Loài này thuộc chi Thanatus. Thanatus roseofemoralis được Ferdinand Karsch miêu tả năm 1879.